# Madam Secretary
Madam Secretary ist eine US-amerikanische Fernsehserie, die von 2014 bis 2019 auf CBS ausgestrahlt wurde. In der zentralen Hauptrolle der US-Außenministerin Elizabeth Adams McCord ist Téa Leoni zu sehen. Einer der Executive Producer ist Morgan Freeman, der auch Cameoauftritte in der Serie hatte.
Im Mai 2019 verlängerte CBS die Serie um eine zehnteilige sechste Staffel, welche zugleich die letzte war. Diese wurde schließlich vom 6. Oktober bis zum 8. Dezember 2019 ausgestrahlt.

## Handlung
In Madam Secretary wird die Professorin und frühere CIA-Analystin Dr. Elizabeth Adams McCord von ihrem ehemaligen Abteilungsleiter, der inzwischen Präsident der Vereinigten Staaten ist, zur neuen Außenministerin (im Amerikanischen offiziell „United States Secretary of State“) ernannt. Die Ernennung erfolgt nach einem nicht geklärten Flugzeugabsturz ihres Vorgängers überraschend, da sich McCord vor ihrer Ernennung nicht mehr dem politischen Tagesgeschehen gewidmet hat. Aber der Präsident wünscht sich eine ihm loyale Person ohne Vorgeschichte in diesem Amt.
Im weiteren Handlungsverlauf besteht die wesentliche Herausforderung für McCord darin, sowohl den Alltag als Außenministerin zu bewältigen, als auch die von ihr selbst gesteckten Ziele der Vereinbarkeit von Familie und Beruf zu erfüllen, da sie neben ihrem Ehemann Henry noch die drei heranwachsenden Kinder Alison, Jason und Stephanie hat. Im weiteren Serienverlauf wird die zunächst leichte Unterhaltung des Politalltags in Washington und das heimische Familienleben dadurch überschattet, dass McCord einem Mordkomplott gegen ihren Vorgänger auf die Schliche kommt, wobei die Verstrickung möglicherweise bis in das Weiße Haus reichen könnte. Auch ihr Mann, in der ersten Staffel von der National Security Agency (NSA) angeheuert, wird zunehmend in diese Handlungsstränge eingebunden.
Außenpolitisch gelingt es McCord durch ihr unkonventionelles Auftreten einige beachtenswerte Erfolge zu erzielen. Hierbei werden in der Handlung fiktive als auch reale Szenarien wie das Atomprogramm des Iran, der Putschversuch in der Türkei 2016 oder die Schuldenkrise Griechenlands thematisiert. Einige Nebenstränge der Serie widmen sich dem Mitarbeiterstab des Außenministeriums und den sich entwickelnden Beziehungen der unterschiedlichen Charaktere. Hierbei spielen insbesondere Verstrickungen der Mitarbeiter aus der Zeit vor dem Einsetzen der Serienhandlung eine Rolle.
Im Laufe der 5. Staffel wird der Wunsch nach einer Kandidatur für das Amt des Präsidenten laut, ein Wunsch, der in der Vergangenheit stets abgelehnt wurde. Zum Ende der 5. Staffel kündigt McCord offiziell ihre Präsidentschaftskandidatur an.
Die 6. Staffel beginnt mit einem Zeitsprung, Elisabeth McCord wurde als erste Frau zur Präsidentin der Vereinigten Staaten gewählt. Im weiteren Verlauf geht es um den Alltag als US-Präsidentin. Aufgrund ihrer bisherigen Arbeitsweise versuchen einige Senatoren McCord zu diskreditieren und streben ein Amtsenthebungsverfahren an. Dies kann jedoch abgewendet werden.
Die Serie endet mit einer Wahlkampftour durch die USA, bei der McCord versucht, ein neues Gleichstellungsgesetz als Zusatzartikel von den Bundesstaaten ratifizieren zu lassen.

## Trivia
Die Hauptdarsteller der Serie, Téa Leoni und Tim Daly, sind seit Dezember 2014 auch im Privatleben liiert.
Die erste Episode der vierten Staffel News Cycle führte zu einem scharfen Protest von Osttimors Staatsminister und Friedensnobelpreisträger José Ramos-Horta. „Es ist eine Verleumdung gegen ein Land, die nur Unwissenheit und Rassismus zeigt,“ erklärte er. In der Folge werden die Grenzstreitigkeiten zwischen Australien und Osttimor in der Timorsee (in der Serie werden sie in das Südchinesische Meer verlegt) aufgegriffen. Da in der Geschichte ein mexikanisches Drogenkartell die Kontrolle über das Land übernommen hat, bittet US-Außenministerin McCord China, Maßnahmen zu ergreifen, um den Führer des Drogenkartells davon abzuhalten, aus Osttimor einen Drogenstaat zu machen.
In der 5. Staffel haben Madeleine Albright, Colin Powell und Hillary Clinton einen gemeinsamen Gastauftritt.
Es gibt einen Running Gag: In mehreren Folgen beginnt Dr. Henry McCord, einen Witz zu erzählen mit den Worten „Thomas von Aquin kommt in eine Bar“. Der Witz wird jedoch bis zum Serienfinale nie zu Ende erzählt, entweder weil etwas dazwischen kommt oder die Szene mit einem Schnitt endet.

## Besetzung und Synchronisation
Die deutschsprachige Synchronisation der Serie erfolgte bei der Scalamedia GmbH, Berlin nach einem Dialogbuch von Marianne Groß (Staffel 1–2), Regina Kette (Staffel 3–4) und Joachim Jaeger (Staffel 4) unter Dialogregie von Groß (Staffel 1), Sabine Jaeger (Staffel 2) und Cornelia Meinhardt (Staffel 3–4).

### Hauptbesetzung
| Rollenname                 | Rollenbeschreibung                                                            | Schauspieler       | Hauptrolle (Episoden) | dt. Synchronisation                                              |
| -------------------------- | ----------------------------------------------------------------------------- | ------------------ | --------------------- | ---------------------------------------------------------------- |
| Dr. Elizabeth Adams McCord | Außenministerin der Vereinigten Staaten / Präsidentin der Vereinigten Staaten | Téa Leoni          | 1.01–6.10             | Anke Reitzenstein                                                |
| Dr. Henry McCord           | Elizabeths Ehemann / First Gentleman                                          | Tim Daly           | 1.01–6.10             | Frank Röth                                                       |
| Nadine Tolliver            | Elizabeths Stabschefin                                                        | Bebe Neuwirth      | 1.01–4.03             | Eva Kryll                                                        |
| Russell Jackson            | Stabschef des Weißen Hauses                                                   | Željko Ivanek      | 1.01–6.10             | Tobias Lelle                                                     |
| Blake Moran                | Elizabeths persönlicher Assistent                                             | Erich Bergen       | 1.01–6.10             | Steven Merting                                                   |
| Alison McCord              | Elizabeth und Henrys jüngere Tochter                                          | Kathrine Herzer    | 1.01–6.10             | Friedel Morgenstern (Staffel 1) Amelie Plaas-Link (ab Staffel 2) |
| Jason McCord               | Elizabeth und Henrys Sohn                                                     | Evan Roe           | 1.01–6.10             | Paul Wienicke (Staffel 1) Jonas Frenz (ab Staffel 2)             |
| Stephanie „Stevie“ McCord  | Elizabeth und Henrys ältere Tochter                                           | Wallis Currie-Wood | 1.02–6.10             | Victoria Frenz                                                   |

### Nebenbesetzung
| Rollenname      | Rollenbeschreibung                                                        | Schauspieler      | Nebenrolle                  | dt. Synchronisation                                 |
| --------------- | ------------------------------------------------------------------------- | ----------------- | --------------------------- | --------------------------------------------------- |
| Conrad Dalton   | Präsident der Vereinigten Staaten                                         | Keith Carradine   | 1.01–6.10                   | Joachim Tennstedt                                   |
| Jay Whitman     | Elizabeths politischer Berater; Stabschef Außenministerium (ab Staffel 4) | Sebastian Arcelus | 1.01–5.20                   | Jan Makino (Staffel 1–2), Tim Knauer (ab Staffel 3) |
| Daisy Grant     | Elizabeths Pressereferentin                                               | Patina Miller     | 1.01–6.10                   | Gundi Eberhard                                      |
| Matt Mahoney    | Elizabeths Redenschreiber                                                 | Geoffrey Arend    | 1.01–6.10                   | Dirk Stollberg                                      |
| Anton Gorev     | Außenminister der Russischen Föderation                                   | Yorgo Constantine | 1.03, 1.20, 2.02–2.03, 2.05 | Waléra Kanischtscheff                               |
| Andrew Munsey   | Director of the Central Intelligence Agency (CIA)                         | Patrick Breen     | 1.01–1.08                   |                                                     |
| Isabelle Barnes | Elizabeths enge Freundin und CIA-Analyst                                  | Marin Hinkle      | 1.01–5.19                   | Marina Krogull                                      |
| Kat Sandoval    | Elizabeths politischer Berater, nachdem Jay Whitman zum Stabschef wird    | Sara Ramírez      | 4.07–5.20                   | Tanja Geke                                          |

## Ausstrahlung

### Vereinigte Staaten
Die Erstausstrahlung erfolgte vom 21. September 2014 bis zum 8. Dezember 2019 auf dem US-amerikanischen Sender CBS.
| Staffel   | Episoden | Erstausstrahlung in den Vereinigten Staaten |
| --------- | -------- | ------------------------------------------- |
| Staffel 1 | 22       | 21. September 2014 – 3. Mai 2015            |
| Staffel 2 | 23       | 4. Oktober 2015 – 8. Mai 2016               |
| Staffel 3 | 23       | 2. Oktober 2016 – 21. Mai 2017              |
| Staffel 4 | 22       | 8. Oktober 2017 – 20. Mai 2018              |
| Staffel 5 | 20       | 7. Oktober 2018 – 21. April 2019            |
| Staffel 6 | 10       | 6. Oktober – 8. Dezember 2019               |

### Deutschsprachige Erstausstrahlung
Die deutschsprachige Erstausstrahlung der ersten beiden Staffeln erfolgte beim Schweizer öffentlich-rechtlichen Sender SRF zwei vom 1. Juni 2015 bis zum 1. März 2017. Ab der dritten Staffel bzw. ab dem 30. August 2017 zeigte der Pay-TV-Sender Sky 1 HD die deutschsprachige Erstausstrahlung.
| Staffel                                                                    | Episoden | Pay-TV-Ausstrahlung im DACH-Raum | Pay-TV-Ausstrahlung im DACH-Raum | Free-TV-Ausstrahlung in Deutschland | Free-TV-Ausstrahlung in Deutschland | Free-TV-Ausstrahlung in Österreich | Free-TV-Ausstrahlung in Österreich | Free-TV-Ausstrahlung in der Schweiz | Free-TV-Ausstrahlung in der Schweiz |
| -------------------------------------------------------------------------- | -------- | -------------------------------- | -------------------------------- | ----------------------------------- | ----------------------------------- | ---------------------------------- | ---------------------------------- | ----------------------------------- | ----------------------------------- |
| Staffel 1                                                                  | 22       | 5. Nov. 2016 – 21. Mär. 2017     | Sky 1 HD                         | 11. Dez. 2019 – 19. Feb. 2020       | Joyn Primetime                      | 4. Dez. 2017 – 26. Feb. 2018       | ATV2                               | 1. Jun. 2015 – 25. Apr. 2016 *      | SRF zwei                            |
| Staffel 2                                                                  | 23       | 28. Mär. – 23. Aug. 2017         | Sky 1 HD                         | 26. Feb. – 13. Mai 2020             | Joyn Primetime                      | 5. Mär. – 11. Jun. 2018            | ATV2                               | 11. Jan. – 1. Mär. 2017 *           | SRF zwei                            |
| Staffel 3                                                                  | 23       | 30. Aug. – 12. Dez. 2017 *       | Sky 1 HD                         | 13. Mai – 8. Jul. 2020              | Joyn Primetime                      | 11. Jun. – 27. Aug. 2018           | ATV2                               | 5. Dez. 2017 – 20. Jan. 2018        | SRF zwei                            |
| Staffel 4                                                                  | 22       | 21. Aug. – 30. Okt. 2018 *       | Sky 1 HD                         | 8. Jul. – 2. Sep. 2020              | Joyn Primetime                      | 28. Mai – 6. Aug. 2019             | ATV2                               | 12. Nov. 2020 – 11. Feb. 2021       | Puls 8                              |
| Staffel 5                                                                  | 20       | 18. Feb. – 21. Apr. 2020 *       | Sky 1 HD                         | 9. Sep. – 11. Nov. 2020             | Joyn Primetime                      | 14. Jul. – 15. Dez. 2020           | ATV2                               | 22. Apr. – 27. Juni 2021            | Puls 8                              |
| Staffel 6                                                                  | 10       | 25. Aug. – 22. Sep. 2020 *       | Sky 1 HD                         | 11. Nov. – 16. Dez. 2020            | Joyn Primetime                      |                                    |                                    | 1. Juli – 29. Juli 2021             | Puls 8                              |
| Anmerkung: Die deutschsprachige Erstausstrahlung ist mit * gekennzeichnet. |          |                                  |                                  |                                     |                                     |                                    |                                    |                                     |                                     |